# Taranis (gênero)
Taranis é um gênero de gastrópodes pertencente a família Raphitomidae.

## Espécies
- Taranis adenensis Morassi & Bonfitto, 2013
- †Taranis aliena (Marwick, 1965)
- Taranis allo (Lamy, 1934)
- Taranis benthicola (Dell, 1956)
- Taranis borealis Bouchet & Warén, 1980
- †Taranis circumflexa (Hornung, 1920)
- Taranis columbella Kilburn, 1991
- Taranis granata (Hedley, 1922)
- Taranis gratiosa (Suter, 1908)
- Taranis imporcata (Dell, 1962)
- Taranis inkasa Kilburn, 1991
- Taranis laevisculpta Monterosato, 1880
- Taranis leptalea (Verrill, 1884)
- Taranis mayi (Verco, 1909)
- Taranis miranda Thiele, 1925
- Taranis moerchii (Malm, 1861)
- Taranis nexilis (Hutton, 1885)
- Taranis panope Dall, 1919
- Taranis percarinata Powell, 1967
- Taranis rhytismeis (Melvill, 1910)
- Taranis spirulata (Dell, 1962)
- Taranis tanata Figueira & Absalão, 2010
- Taranis ticaonica Powell, 1967
- Taranis turritispira (Smith E. A., 1882)

Espécies trazidas para a sinonímia
- Taranis aculeata May, 1915: sinônimo de Nepotilla aculeata (May, 1915)
- Taranis albatrossi Nordsieck, 1971: sinônimo de Drilliola emendata (Monterosato, 1872)
- Taranis alexandrina Sturany, 1896: sinônimo de Taranis moerchii (Malm, 1861)
- Taranis amoena G.O. Sars, 1878: sinônimo de Nepotilla amoena (Sars G. O., 1878)
- Taranis amphitrites Kilburn, 1991: sinônimo de Taranidaphne amphitrites Morassi & Bonfitto, 2001
- Taranis cirrata (Brugnone, 1862): sinônimo de Taranis moerchii (Malm, 1861)
- Taranis corneus Okutani, 1966: sinônimo de Cryptogemma cornea (Okutani, 1966)
- Taranis demersa Tiberi, 1868: sinônimo de Taranis moerchi (Malm, 1861)
- Taranis emendata Monterosato, 1872: sinônimo de Drilliola emendata (Monterosato, 1872)
- Taranis japonicus Okutani, 1964: sinônimo de Cryptogemma japonica (Okutani, 1964)
- Taranis jousseaumei Lamy, 1934: sinônimo de Taranis allo (Jousseaume, 1934)
- Taranis malmii (Dall, 1889): sinônimo de Mioawateria malmii (Dall, 1889)
- Taranis microscopica May, 1915: sinônimo de Nepotilla microscopica (May, 1915) (combinação original)
- Taranis moerchi [sic]: sinônimo de Taranis moerchii (Malm, 1861)
- Taranis monterosatoi Locard, 1897: sinônimo de Oenopota graphica (Locard, 1897)
- Taranis nezi Okutani, 1964: sinônimo de Nepotilla nezi (Okutani, 1964)
- Taranis parvulum Locard, 1897: sinônimo de Taranis borealis Bouchet & Warén, 1980
- Taranis pulchella Verrill, 1880: sinônimo de Drilliola loprestiana (Calcara, 1841)
- Taranis tholoides Watson, 1882 : sinônimo de Kryptos tholoides (Watson, 1882)
- Taranis thomsoni Mestayer, 1919: sinônimo de Taranis nexilis bicarinata (Suter, 1915)
- Taranis tornata Verrill, 1884: sinônimo de Taranis moerchi tornata Verrill, 1884
- Taranis zeuxippe Dall, 1919: sinônimo de Microdrillia zeuxippe (Dall, 1919)